# 地域医療機能推進機構九州病院
地域医療機能推進機構九州病院（ちいきいりょうきのうすいしんきこうきゅうしゅうびょういん）は、福岡県北九州市八幡西区に所在する、575床を持つ（独）地域医療機能推進機構設置の病院である。福岡県災害拠点病院、地域医療支援病院、地域がん診療連携拠点病院、地域周産期母子医療センターなどの機能を持つ。厚生年金保険に加入していない者でも診察を受けることが可能である。通称JCHO九州病院（ジェイコーきゅうしゅうびょういん）。

## 沿革
- 1955年（昭和30年）3月10日 - 厚生年金保険加入者の福祉施設、財団法人厚生年金事業振興団九州厚生年金病院として開設。
- 2004年（平成16年）5月1日 - 現在地に新築・移転。
- 2014年（平成26年）4月1日 - 年金・健康保険福祉施設整理機構法改正に基づく組織変更に伴い、九州厚生年金病院より名称変更。

## 診療科等
- 診療部門
  - 内科系
    - 内科
    - 消化器科
    - 循環器科
    - 呼吸器科
    - 小児科
    - 緩和ケア科

  - 外科系
    - 整形外科
    - リハビリテーション科
    - 外科
    - 脳神経外科
    - 心臓血管外科

  - 産婦人科
    - 泌尿器科
    - 眼科
    - 耳鼻咽喉科
    - 皮膚科
    - 放射線科
    - 麻酔科
- 看護部
- 栄養部
- 薬剤部
- 医療支援

## 保険事項
- 保険医療機関（健康保険法・国民健康保険法）
- 労災保険指定医療機関（労働者災害補償保険法施行規則第11条第1項）
- 生活保護指定医療機関（生活保護法第49条）
- 自立支援医療指定医療機関（更生医療・育成医療・精神通院医療）（障害者自立支援法第59条第1項）
- 結核予防法指定医療機関（結核予防法第36条第1項）
- 養育医療指定医療機関（母子保健法第20条第4項）

## 交通アクセス
- JR九州鹿児島本線黒崎駅下車、西鉄黒崎バスセンターより西鉄バス無番で「JCHO九州病院前」下車　または、黒崎駅(バス停)から、北九州市交通局の、すべての系統で「JCHO九州病院前」で下車。　　　2022年10月31日現在　市営バス100円　西鉄バス150円　　本数は、市営バスの方が多い。
- 黒崎駅（または筑豊電気鉄道黒崎駅前駅）より徒歩15分